# Renata Piątkowska
Renata Piątkowska (ur. 2 kwietnia 1958) – polska pisarka, autorka książek dla dzieci. Kawaler Orderu Uśmiechu.
Jedna z najbardziej znanych współczesnych polskich autorek publikacji przeznaczonych dla najmłodszych.

## Życiorys[1]
Absolwentka socjologii na Uniwersytecie Jagiellońskim w Krakowie.
Literaturą dla najmłodszych interesowała się już od dziecka. Jej ulubionymi książkami dla dzieci były „Muminki” autorstwa Tove Jansson oraz powieści Astrid Lindgren. Te lektury spowodowały, że kiedy dorosła została pisarką, spełniając tym swoje marzenie z dzieciństwa.
Mieszka w Bielsku-Białej; ma dwójkę dzieci: Martę i Kacpra

## Praca literacka[2]
Jej debiutem literackim był zbiór opowiadań: „Opowiadania dla przedszkolaków” (2004), który rozpoczął cykl książek pod tym samym tytułem. Drugą książką z tego cyklu są „Opowiadania z piaskownicy” (2006) a trzecią: „Piegowate opowiadania” (2010), które zamknęły tę trylogię.
Inne znane jej książki to: „Wieloryb”, „Dziadek na huśtawce”, „Nie ma nudnych dni”, „Na wszystko jest sposób”, „Paluszki”, „Z przysłowiami za pan brat”, „Szczęście śpi na lewym boku”, „A może będzie właśnie tak”, „Cukierki”, „Gdyby jajko mogło mówić i inne opowieści”, „To się nie mieści w głowie”, „Mądra głowa zna przysłowia”, „Zbój: Opowiadania o koniach i konikach”.
Książki Piątkowskiej są pełne ciepła i humoru, zawierają też walor edukacyjny.

## Publikacje[4][5]
- A może będzie właśnie tak
- Ciekawe co będzie jutro?
- Cukierki
- Co się stanie na leśnej polanie, czyli wesołe przygody Gangu Słodziaków
- Dziadek na huśtawce
- Gdyby jajko mogło mówić i inne opowieści
- Hebanowe serce
- Która to Malala?
- Lemoniadowy ząb
- Mądra głowa zna przysłowia
- Mruk : opowiadania o kotkach, kotach i kociskach
- Na wszystko jest sposób
- Najwierniejsi przyjaciele : niezwykłe psie historie
- Nie ma nudnych dni
- Nigdy tego nie zapomnę
- Oko w oko ze zwierzakiem
- Opowiadania dla przedszkolaków
- Opowiadania z piaskownicy
- Paluszki czyli O dziesięciu takich, co nigdy się nie nudzą
- Piegowate opowiadania
- Przygoda ma kolor niebieski
- Szczęście śpi na lewym boku
- To się nie mieści w głowie
- Twardy orzech do zgryzienia
- Wieloryb
- Wszystkie moje mamy
- Z przysłowiami za pan brat
- Zbój. Opowiadania o koniach i konikach
- 2020: Po prostu mama[6]
- 2020: Dzieci, których nie ma[7] (opowieść o dzieciach - więźniach obozu dla młodocianych w Łodzi)
- 2021: Biszkopt, pingwin i reszta
- 2021: Biuro detektywistyczne Dziurka od klucza. Główka pracuje!, ISBN 978-83-7672-953-4
- 2021: Po prostu tata
- 2022: Małe przygody Antka i Amelki
- 2023: Dzieci z placu Trzech Krzyży
- 2024:

Piątkowska jest także współautorką książek:
- 12 ważnych praw (autorzy: Liliana Fabisińska, Roksana Jędrzejewska-Wróbel, Joanna Krzyżanek, Maria Ewa Letki, Anna Onichimowska, Marcin Pałasz, Renata Piątkowska, Eliza Piotrowska, Anna Sójka, Zofia Stanecka, Agnieszka Stelmaszyk, Maria Szarf)
- 12 wyjątkowych Postaci. Polscy autorzy o marzeniach (autorzy: Anna Czerwińska-Rydel, Agnieszka Frączek, Roksana Jędrzejewska-Wróbel, Joanna Krzyżanek, Anna Onichimowska, Beata Ostrowicka, Renata Piątkowska, Eliza Piotrowska, Marcin Przewoźniak, Anna Sójka, Maria Szarf, Elżbieta Zubrzycka)
- Czarownice są wśród nas (autorzy: Liliana Bardijewska, Marcin Brykczyński, Kalina Jerzykowska, Grzegorz Kasdepke, Zuzanna Orlińska, Beata Ostrowicka, Joanna Papuzińska, Renata Piątkowska, Agnieszka Urbańska, Joanna Wachowiak, Paweł Wakuła, Katarzyna Wasilkowska, Katarzyna Ziemnicka)
- Jak to się zaczęło? Mity o powstaniu świata (współautor Marcin Minor), ISBN 978-83-8208-245-6
- Moje prawa ważna sprawa! (autorzy: Anna Czerwińska-Rydel, Renata Piątkowska)
- Na psa urok! Opowiadania o psach (autorzy: Grażyna Bąkiewicz, Wojciech Cesarz, Anna Czerwińska-Rydel, Agnieszka Frączek, Barbara Gawryluk, Grzegorz Gortat, Kalina Jerzykowska, Barbara Kosmowska, Zuzanna Orlińska, Marcin Pałasz, Joanna Papuzińska, Renata Piątkowska, Katarzyna Ryrych, Barbara Stenka, Katarzyna Terechowicz, Paweł Wakuła)
- Opowiadania o zwierzętach. Polscy pisarze dzieciom (autorzy: Katarzyna Bajerowicz, Liliana Bardijewska, Grażyna Bąkiewicz, Paweł Beręsewicz, Marcin Brykczyński, Ewa Chotomska, Barbara Ciwoniuk, Agnieszka Frączek, Barbara Gawryluk, Andrzej Marek Grabowski, Joanna Jagiełło, Kalina Jerzykowska, Roksana Jędrzejewska-Wróbel, Mikołaj Kamler, Barbara Kosmowska, Magdalena Kozieł-Nowak, Irena Landau, Olga Masiuk, Joanna Olech, Anna Onichimowska, Beata Ostrowicka, Joanna Papuzińska, Renata Piątkowska, Barbara Stenka, Tomasz Trojanowski, Paweł Wakuła, Wojciech Wróbel)

## Nagrody i odznaczenia
- 2007 - II nagroda za książkę „Na wszystko jest sposób” w kategorii książek dla dzieci w wieku 0-6 lat w konkursie literackim im. Astrid Lindgren zorganizowanym przez Fundację „ABC XXI – Cała Polska czyta dzieciom”[8].
- data(?) - I nagroda w konkursie Przecinek i Kropka organizowanym przez EMPiK za książkę Wszystkie moje mamy
- 2008 - nagroda za całokształt twórczości -  Nagroda im. Marii Weryho-Radziwiłłowicz, przyznawaną przez miesięcznik „Bliżej Przedszkola”, pod patronatem honorowym  m.in. Ministra Edukacji Narodowej[4].
- 2012 - Nagroda Literacka im. Kornela Makuszyńskiego za książkę Wieloryb
- 2016 - Order Uśmiechu[9]
- 2017 - III nagroda dla książki książka Hebanowe serce w IV konkursie im. Astrid Lindgren Fundacji Cała Polska Czyta Dzieciom (przedział wiekowy 6-10)
- 2018 - Medal za Zasługi dla Ochrony Praw Dziecka Infantis Dignitatis Defensori i Medal Ludziom Czyniącym Dobro
- 2018 - 4 książki Renaty Piątkowskiej zostały wpisane na Złotą Listę Fundacji ABC XXI Cała Polska Czyta Dzieciom[10][4]